# 도마 (체조)

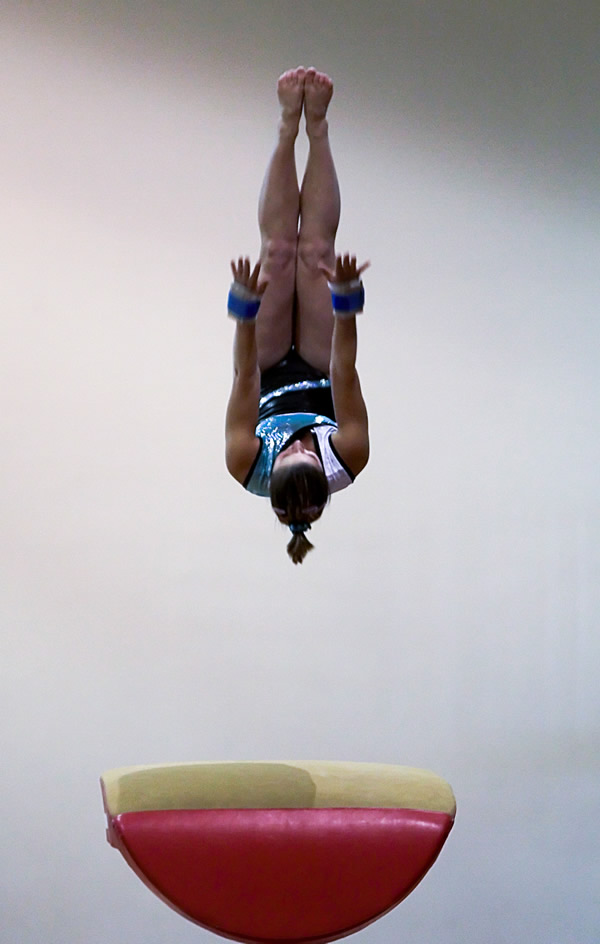
도마

도마(跳馬)는 체조 기구 중 하나이며, 그 기구를 사용하는 종목의 명칭이다. 체조 경기에서 남녀 모두 행해지는 종목이지만, 남녀간에 실시 규칙에 차이가있다. 135cm (여자는 125cm)의 높이로 설정되어 그 앞에 로이터판을 둔다. 선수는 도움닫기를 하여 도마에 손을 짚고 뛰어 오른다. 이후 여러 가지 연기를 하고 착지한다. 도마의 점수는 단행 후 착지를 완료 할 때까지이며, 도움닫기 중에 정지하거나 걸려 넘어져서 균형을 잃는 것은 감점 대상이 되지 않는다.

## 개요
고대 로마 제국의 군인들이 말타기 훈련에 목마를 사용한 데서 비롯된 운동이다. 뜀틀의 높이, 놓인 위치에 따라 도움닫기, 발구르기, 손짚기, 공중 자세를 이용하여 뜀틀을 넘되, 손짚기와 공중에서의 멋진 자세가 요구되는 운동이다. 또한 안정된 착지 자세가 매우 중요하다. 달리는 힘, 뛰어오르는 힘을 기를 수 있고, 순발력·민첩성·조정력이 향상된다. 뜀틀은 길이 160-163cm, 높이 135cm(여자는 110cm)이며, 남자는 뜀틀을 세로로, 여자는 가로로 놓고 실시한다.
남녀 모두 규정 및 자유 연기 두 가지가 있다. 남자의 경우 구름판을 놓는 위치는 경기자의 자유이다. 모든 뛰어넘기는 한 손 또는 두 손으로 하여야 하며, 도움닫기의 길이는 자유로이 선택해도 된다.
여자의 경우 모든 뛰어넘기는 두 손을 뜀틀 위에 대고 시행해야 한다.